# Ral·li Liepāja Ventspils de 2014
El Ral·li Liepāja Ventspils de 2014 va ser la segona edició i la segona ronda de la temporada 2014 del Campionat europeu de ral·lis. Es va celebrar del 31 de gener al 2 de febrer i va comptar amb un itinerari de dotze trams sobre terra i neu que sumaven un total de 240,56 km cronometrats.

## Itinerari
| Dia   | Tram | Nom                    | Distància | Hora  | Ganador         | Temps   | Vel. mitjana | Líder           |
| ----- | ---- | ---------------------- | --------- | ----- | --------------- | ------- | ------------ | --------------- |
| Dia 1 | SS1  | Sporta bārs OPTIBET 1  | 10,54 km  | 10:54 | Bryan Bouffier  | 5:38.0  | 112.3 km/h   | Bryan Bouffier  |
| Dia 1 | SS2  | Kuldīga 1              | 32,03 km  | 11:30 | Vasiliy Gryazin | 18:32.4 | 103.7 km/h   | Vasiliy Gryazin |
| Dia 1 | SS3  | ecoRent 1              | 26,34 km  | 13:40 | Vasiliy Gryazin | 15:23.9 | 102.6 km/h   | Vasiliy Gryazin |
| Dia 1 | SS4  | Sporta bārs OPTIBET 2  | 10,54 km  | 14:35 | Esapekka Lappi  | 5:24.5  | 116.9 km/h   | Vasiliy Gryazin |
| Dia 1 | SS5  | ecoRent 2              | 26,34 km  | 16:25 | Esapekka Lappi  | 14:14.2 | 111.0 km/h   | Vasiliy Gryazin |
| Dia 1 | SS6  | Kuldīga 2              | 32,03 km  | 17:30 | Esapekka Lappi  | 17:47.2 | 108.0 km/h   | Esapekka Lappi  |
| Dia 2 | SS7  | Rallyofchampions.com 1 | 10,29 km  | 08:00 | Siim Plangi     | 6:08.7  | 100.5 km/h   | Vasiliy Gryazin |
| Dia 2 | SS8  | LDz Cargo 1            | 24,92 km  | 09:10 | Esapekka Lappi  | 9:12.6  | 105.3 km/h   | Esapekka Lappi  |
| Dia 2 | SS9  | Liepāja 1              | 24,92 km  | 11:00 | Esapekka Lappi  | 12:59.2 | 115.1 km/h   | Esapekka Lappi  |
| Dia 2 | SS10 | Rallyofchampions.com 2 | 10,29 km  | 11:50 | Esapekka Lappi  | 5:52.7  | 105.0 km/h   | Esapekka Lappi  |
| Dia 2 | SS11 | LDz Cargo 2            | 16,16 km  | 13:10 | Sepp Wiegand    | 8:55.0  | 108.7 km/h   | Esapekka Lappi  |
| Dia 2 | SS12 | Liepāja 2              | 24,92 km  | 15:00 | Esapekka Lappi  | 12:24.5 | 120.5 km/h   | Esapekka Lappi  |

## Clasificación final
| Lloc | Pilot                | Copilot            | Automòbil                   | Temps     | Diferència |
| ---- | -------------------- | ------------------ | --------------------------- | --------- | ---------- |
| 1    | Esapekka Lappi       | Janne Ferm         | Škoda Fabia S2000           | 2:13:11.5 | 0.0        |
| 2    | Vasiliy Gryazin      | Dmitrij Czumak     | Ford Fiesta S2000           | 2:13:46.2 | +34.7      |
| 3    | Craig Breen          | Scott Martin       | Peugeot 207 S2000           | 2:14:48.3 | +1:36.8    |
| 4    | Kajetan Kajetanowicz | Jarosław Baran     | Ford Fiesta R5              | 2:15:47.0 | +2:35.5    |
| 5    | Sepp Wiegand         | Frank Christian    | Škoda Fabia S2000           | 2:16:27.6 | +3:16.1    |
| 6    | Janis Vorobjovs      | Andris Mālnieks    | Mitsubishi Lancer Evo X     | 2:18:54.1 | +5:42.6    |
| 7    | Witalij Puszkar      | Iwan Miszyn        | Mitsubishi Lancer Evo X R4  | 2:18:54.1 | +5:42.6    |
| 8    | Stanisław Trawnikow  | Aleksiej Baszmakow | Mitsubishi Lancer Evo IX R4 | 2:20:27.4 | +7:15.9    |
| 9    | Martynas Samuitis    | Ramūnas Šaučikovas | Mitsubishi Lancer Evo X R4  | 2:20:34.7 | +7:23.2    |
| 10   | Jan Černý            | Pavel Kohout       | Peugeot 208 VTi R2          | 2:21:48.7 | +8:37.2    |